# Talaus triangulifer
Talaus triangulifer là một loài nhện trong họ Thomisidae.
Loài này thuộc chi Talaus. Talaus triangulifer được Eugène Simon miêu tả năm 1886.